# Randa Haines
Randa Jo Haines (Los Ángeles, 20 de febrero de 1945) es una productora y directora de cine estadounidense.

## Biografía
Haines comenzó su carrera como supervisora de script en algunas producciones de bajo presupuesto de los 70 como Let's Scare Jessica to Death y The Groove Tube. Es conocida sobre todo por su aclamada película de 1986 Hijos de un dios menor (Children of a Lesser God) (1986), protagonizada por William Hurt y Marlee Matlin, y por la que ésta última consiguió el Premio Óscar a la mejor actriz. La película fue nominada a cinco categorías más incluida la de Mejore película. Haines también ganó el Oso de Plata en el Festival Internacional de Cine de Berlín de 1987. En 1989 fue miembro del jurado en el Festival Internacional de Cine de Berlín de 1989.
Haines recibió la nominación del Directors Guild of America por Hijos de un dios menor (1986) y repitió nominación en 1984 con el telefilm Something About Amelia.

## Filmografía
Como directora
| Año  | Título en España         | Título original            | Cometido  |                |
| ---- | ------------------------ | -------------------------- | --------- | -------------- |
| 1984 | Amelia, mi hija, mi amor | Something About Amelia     | Directora | Película de TV |
| 1986 | Hijos de un dios menor   | Children of a Lesser God   | Directora |                |
| 1991 | El doctor                | The Doctor                 | Director  |                |
| 1993 | Vaya par de amigos       | Wrestling Ernest Hemingway | Directora |                |
| 1998 | Baila conmigo            | Dance with Me              | Directora |                |
| 2002 | El forastero             | The Outsider               | Directora | Película de TV |
| 2006 | Unidos para triunfar     | The Ron Clark Story        | Directora | Película de TV |

## Premios y distinciones
Festival Internacional de Cine de Berlín
| Año  | Categoría                                  | Película               | Resultado |
| ---- | ------------------------------------------ | ---------------------- | --------- |
| 1987 | Oso de Plata por su contribución artística | Hijos de un dios menor | Ganadora  |